# 11688 Amandugan
11688 Amandugan è un asteroide della fascia principale. Scoperto nel 1998, presenta un'orbita caratterizzata da un semiasse maggiore pari a 2,3033669 au e da un'eccentricità di 0,0372785, inclinata di 3,70140° rispetto all'eclittica.
L'asteroide è dedicato alla studentessa statunitense Amanda Dyann Dugan.